# フレデリック・グレース
フレデリック・グレース（Frederick "Fred" Grace、1884年2月29日 - 1964年7月23日）は、イギリス出身のライト級のボクシング選手である。1908年のロンドンオリンピックにおけるボクシング競技で金メダルを獲得した。
ミドルセックス州エドモントン（現ロンドン）で生まれ、バークシャーのエトン・ミッション・ボクシング・クラブでボクシングを始めた。その当時から1908年まで、個人でタイトルを取ったことがなかった。
試合後、グレースは1909年から1920年までの間にイングランドアマチュアボクシング協会のライト級タイトルを4度獲得した。しかし、1912年のストックホルムオリンピックではボクシング競技は実施されず、タイトルを防衛することができなかった。1920年には36歳になっていたが、彼はアントワープオリンピックのボクシング競技のライト級に出場し、1回戦には勝利したものの、この大会で優勝したアメリカ合衆国のサミュエル・モスバーグに敗れた。
グレースは暖房の技術者であり、1949年に仕事を引退した。1964年7月23日にエセックス州イルフォードで、散歩中に交通事故にあって死去した。